# Lăutari
Lăutari es una especie de clan gitano de Rumanía que se dedica a actividades musicales. La palabra en rumano «Lăutar» denota a una clase de cantares tradicionales. El término se deriva de «Lăuta», que es el nombre de un instrumento de cuerda. Los Lăutari generalmente cantan en las bodas, y se les llama también «Taraf». Casi siempre, los Lăutari forman parte de un clan de músicos profesionales de gitanos, y también se les llama «Lăutari tigani». 
Es posible que el clan Lăutari se derive de otros clanes gitanos que cantan música tradicional, los cuales históricamente han estado en Rumanía, como el ursari, lovari y kalderash. En los clanes gitanos de músicos profesionales en Rumanía, a cada uno le denominan de diferente forma: Căldărar (el calderero, ya que căldare significa cubo y -ar se pone para denotar al fabricante o vendedor), Lingurar (vendedor de cucharas, lingură=cuchara) y Florar (vendedor de flores, florare=flor), etc.
Como artistas, este clan gitano es poco organizado. Asimismo se les conoce como «taraf», y generalmente las familias de este clan son numerosas (las mujeres Lăutari por lo general son vocalistas, aunque son más numerosos los varones). Cada uno de los «Taraf» es dirigido por un «primaş», un solista primario. 

## Pequeña bibliografía (en francés e inglés)
- Margaret H. Beissinger: « Occupation and Ethnicity: Constructing Identity among Professional Romani (Gypsy) Musicians in Romania. », Slavic Review, Vol. 60, n.º 1, Spring 2001, pp. 24-49.
- Bernard Lortat-Jacob: Musiques en fête, Société d'ethnologie, coll Hommes et Musiques, París, 1994. Comparaison des fêtes du Haut-Atlas, de Sardaigne et de Roumanie.
- Speranţa Rădulescu: « La formation du Lautar roumain », Cahier de musiques traditionnelles, vol 1, 1988, Genève, pp. 87-99.

## Algunos grupos Lăutari
- Fanfare Ciocărlia
- Taraf Cristian Geacu-Cataroiu
- Taraf de Haïdouks
- Mahala Raï Banda

- Datos: Q2477135
- Multimedia: Lautars / Q2477135